# حلبة جروبنك

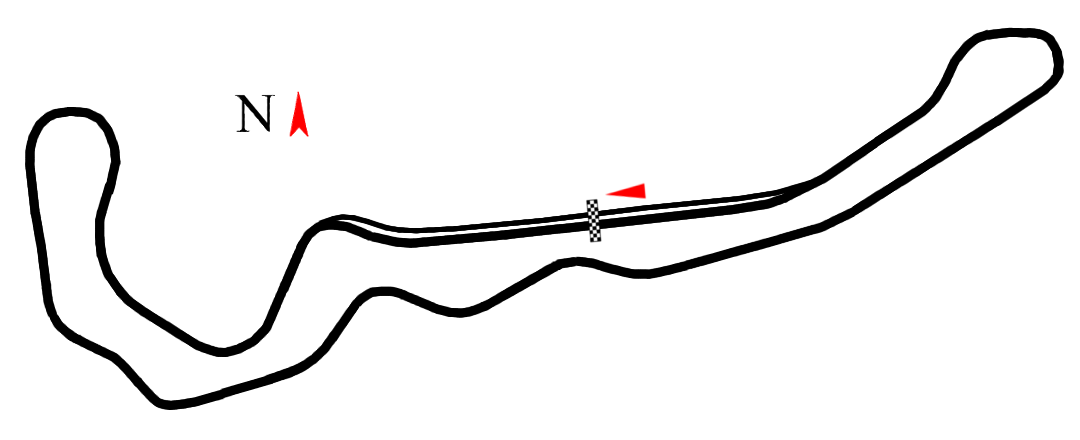
المسار

حلبة جروبنك هي حلبة سباق لرياضة المحركات الآلية تقع في مدينة رييكا في كرواتيا، تم افتتاحها في سنة 1978. استضافت جائزة يوغوسلافيا الكبرى للدراجات النارية والتي كانت إحدى جولات سباق الجائزة الكبرى للدراجات النارية بين عامي 1978 و 1990. يبلغ طولها 4.168 كم.